# Oxyrhachis
Oxyrhachis là một chi thực vật có hoa trong họ Hòa thảo (Poaceae).

## Loài
Chi Oxyrhachis gồm các loài: